# Moses Asch
Moses „Moe” Asch, właśc. Mojżesz Asz (ur. 2 grudnia 1905 w Warszawie, zm. 19 października 1986 w Nowym Jorku) – amerykański przedsiębiorca pochodzenia polskiego. Był założycielem firmy nagraniowej Folkways Records, która była najbardziej wpływową z niezależnych firm nagrywających muzykę folkową na rynku amerykańskim.
Był synem pisarza piszącego w języku jidysz Szaloma Asza i młodszym bratem pisarza Nathana Ascha.
Kształcił się we Francji, a gdy rodzina wyemigrowała do Stanów Zjednoczonych w 1915 roku – w Nowym Jorku. Ash porzucił naukę w szkole średniej i udał się do Niemiec, gdzie przez dwa lata studiował elektronikę i radiotechnologię.
Do Nowego Jorku powrócił w 1925 roku i rozpoczął pracę w szybko rozwijającej się dziedzinie technologii radiowej. W 1941 roku zainteresował się techniką komercyjnych nagrań radiowych.
W tym samym roku dokonał swoich pierwszych nagrań żydowskiej muzyki liturgicznej, które wytłoczył w swojej firmie „Asch”. Także w 1941 roku nagrał wybitnego wykonawcę folkowego Huddiego Ledbettera znanego jako Leadbelly.
Następnie dokonał pionierskich nagrań kolejnych bohaterów ruchu folkowego: Wooddy’ego Guthrie, Pete’a Seegera, Cisco Houstona, Sonny’ego Terry’ego i Josha White’a.
W okresie wojny odniósł sukces finansowy dokonując nagrań jazzowych dla kolejnej swojej firmy Disc Records, która jednak zbankrutowała w 1947 roku.
W dwa lata później – w 1949 roku – razem ze swoją sekretarką Marion Distler – założył Folkways Records. Firmę tę prowadził do śmierci w 1986 roku. Folkways Records wydała ok. 2000 płyt, które przyczyniły się do renesansu muzyki folkowej pod koniec lat 50. i w latach 60. XX wieku.